# 安藝清
安藝 清（あき きよし、1947年9月13日 - ）は日本の実業家。英会話スクールイーオンの代表取締役。徳島県出身。妻はイタリア系アメリカ人。シンガーソングライターのアンジェラ・アキは娘。
また同じ英会話スクールのジオス代表取締役である楠恒男は徳島県出身で徳島県立城南高等学校の同級生である。

## 経歴
- 1973年 徳島県に英語教育のアンビックを設立。
- 1989年 イーオンに社名変更。